# Ураганные Крылья
«Ураганные Крылья» (Krila Oluje) — авиационная пилотажная группа ВВС Хорватии. Пилотами являются в основном инструкторы хорватских ВВС. Основной декларируемой целью группы является демонстрация в стране и за рубежом навыков командной работы и дисциплины. Группа основана в 2003 году, базируется в Задаре. Эксплуатирует 6 винтовых учебно-тренировочных самолётов Pilatus PC-9. Поскольку самолёты специально
не оснащены для высшего пилотажа, всё зависит от мастерства пилотов. Программа полёта длится 20 минут, пилотирование происходит на высоте от 50 до 1 000 метров.

## История
Группа основана 5 августа 2005 года в десятую годовщину операции "Буря" (хорв.Oluje - буря, ураган). Тогда же в городе Книн состоялось  первое официальное публичное выступление группы. Первое неофициальное выступление, однако, состоялось ещё 23 июня 2004 года во время европейского чемпионата по парусному спорту в Задаре.

## Галерея

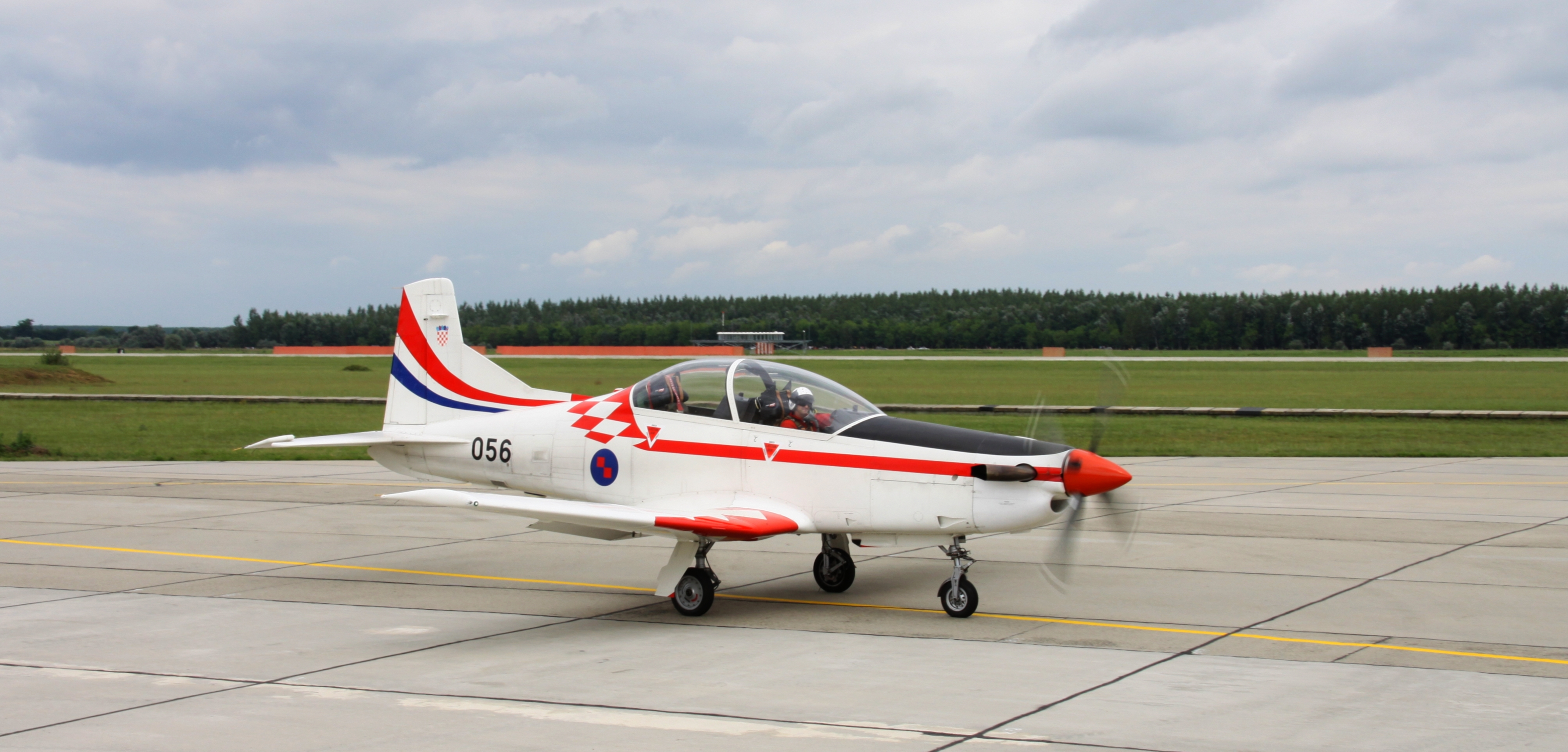
Pilatus PC-9M
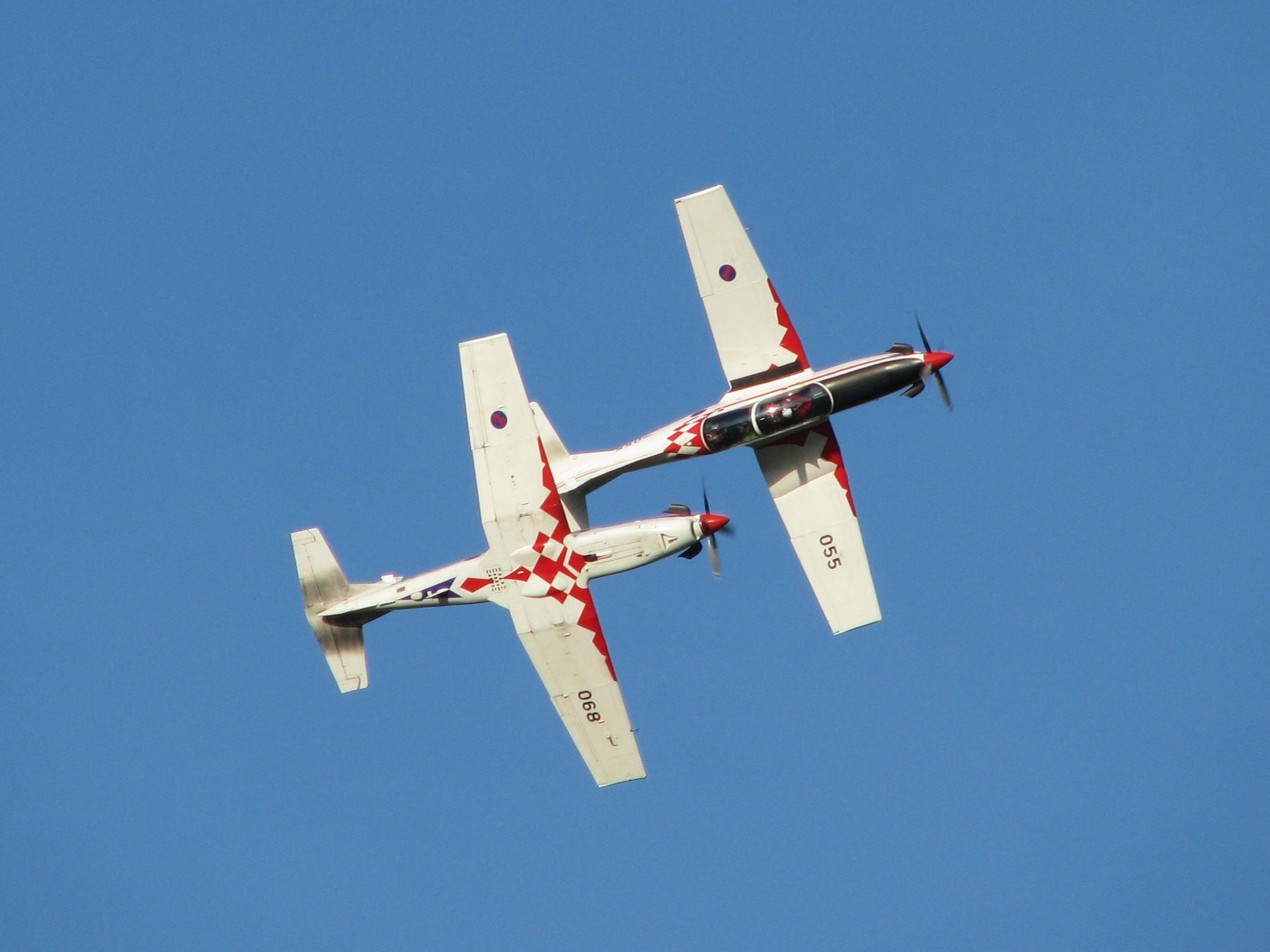